# Okipeta Dorsa
Gli Okipeta Dorsa sono una struttura geologica della superficie di Venere.